# Raymond Burke (Musiker)
Raymond „Ray“ Burke (* 6. Juni 1904 in New Orleans als Raymond Barrois; † 21. Mai 1986 ebenda) war ein US-amerikanischer Jazzmusiker (Klarinette, Sopransaxophon) des Dixieland Jazz.
Burke stammte zwar aus einer musikalischen Familie, war aber Autodidakt; er  verbrachte bis auf eine kurze Periode Ende der 1930er Jahre in Kansas City seine Karriere in der Musikszene von New Orleans. Zunächst spielte er auf dem Kazoo. Um 1920 begann er als professioneller Musiker zu arbeiten und spielte Mitte der 1920er Jahre bei Blind Gilbert und in den 1930er Jahren bei Henry Waldes Melon Pickers. In den folgenden Jahren gehörte er den Bands von Sharkey Bonano, Johnny Wiggs, George Hartman, Wooden Joe Nicholas, Dukes of Dixieland, George Girard, Johnny St. Cyr und Kid Thomas Valentine an. Gelegentlich leitete Burke auch eigenen Formationen, mit denen er ab 1960 Auftritte in der Preservation Hall hatte. 1960 trat er in die Band von Punch Miller ein. Er blieb bis Mitte der 1980er Jahre aktiv. Unter eigenem Namen entstand 1937 der Titel Solitude; es folgten eine Reihe von Alben für die Label New Orleans Records (1949), Paramount (1952), Southland (1953 & 1960), Land O' Jazz (1975), 504 (1979) und Smoky Mary (1983).

## Diskographische Hinweise
- Raymond Burke's Speakeasy Boys - 1937-1949 (American Music) mit Wooden Joe Nicholas, Johnny St. Cyr, Louis Gallaud
- Raymond Burke/Paul Barbarin (Southland, 10"-LP)
- Ken Colyer: Unknown New Orleans Sessions with Raymond Burke 1952-1953
- Raymond Burke and His New Orleans Jazz Band (Southland, 1953) mit Alvin Alcorn
- Crescent City Music: St. Louis Blues (GHB, 1957), mit Phil Darois
- Kid Thomas Band With Raymond Burke (Jazzology, 1960)
- A Self-Portrait (1975)
- Kid Thomas and his Algiers Stompers with Raymond Burke New Orleans - The Legends Live - Vol. 30

## Lexikalische Einträge
- Carlo Bohländer, Karl Heinz Holler: Reclams Jazzführer (= Reclams Universalbibliothek. Nr. 10185/10196). Reclam, Stuttgart 1970, ISBN 3-15-010185-9.
- Leonard Feather, Ira Gitler: The Biographical Encyclopedia of Jazz. Oxford University Press, New York 1999, ISBN 0-19-532000-X.